# 대한민국 헌법 제86조
대한민국 헌법 제86조는 대한민국 헌법의 조항으로, 총 3항으로 되어 있다.

## 조항
①국무총리는 국회의 동의를 얻어 대통령이 임명한다. 

②국무총리는 대통령을 보좌하며, 행정에 관하여 대통령의 명을 받아 행정각부를 통할한다.

③군인은 현역을 면한 후가 아니면 국무총리로 임명될 수 없다.

## 내용
- 국무총리의 임명과 임무
- 현역 군인의 국무총리 임명 불가